# Isländische Fußballmeisterschaft 1962
Die isländische Fußballmeisterschaft 1962 war die 51. Spielzeit der höchsten isländischen Fußballliga. Die Liga begann am 26. Mai 1962 und endete mit den letzten Spielen am 30. September 1962.
Es nahmen sechs Mannschaften am Bewerb teil, der in einer einfachen Hin- und Rückrunde ausgetragen wurde. Der Titel ging zum 14. Mal an Fram Reykjavík.

## Tabelle
| Pl. | Verein              | Sp. | S | U | N | Tore    | Quote | Punkte |
| --- | ------------------- | --- | - | - | - | ------- | ----- | ------ |
| 1.  | Fram Reykjavík      | 10  | 4 | 5 | 1 | 017:700 | 2,43  | 13:70  |
| 2.  | Valur Reykjavík     | 10  | 5 | 3 | 2 | 017:800 | 2,13  | 13:70  |
| 3.  | ÍA Akranes          | 10  | 4 | 4 | 2 | 022:160 | 1,38  | 12:80  |
| 4.  | KR Reykjavík (M, P) | 10  | 3 | 5 | 2 | 021:150 | 1,40  | 11:90  |
| 5.  | ÍBA Akureyri        | 10  | 4 | 2 | 4 | 021:180 | 1,17  | 10:10  |
| 6.  | ÍB Ísafjörður (N)   | 10  | 0 | 1 | 9 | 002:360 | 0,06  | 01:19  |

| (M) | amtierender isländischer Meister     |
| (P) | amtierender isländischer Pokalsieger |
| (N) | Neuaufsteiger                        |

### Kreuztabelle
Die Kreuztabelle stellt die Ergebnisse aller Spiele dieser Saison dar. Die Heimmannschaft ist in der ersten Spalte aufgelistet, die Gastmannschaft in der obersten Reihe. Die Ergebnisse sind immer aus Sicht der Heimmannschaft angegeben.
| 1962            | Fram Reykjavík | ÍBA Akureyri | ÍA Akranes | ÍBÍ | KR Reykjavík | VAL |
| Fram Reykjavík  |                | 2:0          | 0:0        | 2:0 | 1:1          | 1:1 |
| ÍBA Akureyri    | 2:2            |              | 1:3        | 5:1 | 1:1          | 1:0 |
| ÍB Ísafjörður   | 0:1            | 5:4          |            | 0:0 | 2:1          | 1:1 |
| Keflavík ÍF     | 0:6            | 0:5          | 0:6        |     | 0:2          | 0:4 |
| KR Reykjavík    | 2:2            | 4:1          | 4:4        | 4:0 |              | 2:2 |
| Valur Reykjavík | 1:0            | 0:1          | 4:1        | 2:1 | 2:0          |     |

## Meisterplayoff
Da die beiden bestplatzierten Teams am Ende der regulären Saison punktegleich waren, wurde der Meister in einem Playoff ermittelt, welches schließlich von Fram Reykjavík gewonnen wurde.
| Paarung   | Fram Reykjavík – Valur Reykjavík |
| Ergebnis  | 1:0                              |
| Datum     | 30. September 1962               |
| Stadion   | Laugardalsvöllur, Reykjavík      |
| Zuschauer | 1811                             |
| Tore      | unbekannt                        |

## Torschützen
Die folgende Tabelle gibt die besten Torschützen der Saison wieder.
| Rang | Tore | Spieler               | Verein       |
| ---- | ---- | --------------------- | ------------ |
| 1.   | 9    | Ingvar Elisson        | ÍA Akranes   |
| 2.   | 7    | Steingrimur Bjornsson | ÍBA Akureyri |
| 3.   | 7    | Gunnar Felixson       | KR Reykjavík |
| 4.   | 7    | Skuli Agustsson       | ÍBA Akureyri |